# 더티 맨
《더티 맨》(영어: The Super)은 미국에서 제작된 로드 대니얼 감독의 1991년 코미디 영화이다. 조 페시 등이 출연하였고, 찰스 고든 등이 제작에 참여하였다.

## 출연진
- 조 페시
- 빈센트 가디니아
- 루벤 블라데스
- 매덜린 스미스
- 스테이시 트래비스
- 캐럴 셸리
- 앤서니 힐드

## 기타 제작진
- 배역: 에이비 코프먼
- 미술: 크리스티 지애